# 4849 Ardenne
4849 Ardenne eller 1936 QV är en asteroid i huvudbältet, som upptäcktes 17 augusti 1936 av den tyske astronomen Karl Wilhelm Reinmuth i Heidelberg. Den har fått sitt namn efter den tyske forskaren Manfred von Ardenne.
Asteroiden har en diameter på ungefär 4 kilometer.